# Dezasseis Reinos
Os Dezesseis Reinos (português brasileiro) ou Dezasseis Reinos (português europeu) (chinês tradicional: 十六國; chinês simplificado: 十六国; pinyin: Shíliù Guó), ou menos habitualmente chamado de Dezesseis Estados, que seria a tradução mais exacta do nome chinês, foram um conjunto numeroso de pequenos estados soberanos no território da China e nas áreas co-limitantes desde o ano 304 até 439 após a retirada da dinastia Jin do sul de China e antes do estabelecimento das Dinastias do Sul. Originalmente, o termo foi introduzido pela primeira vez por Cui Hong no perdido registro histórico Shiliuguo Chunqiu (Anais das Primaveras e os Outonos dos Dezesseis Reinos), e restringidos aos Dezesseis reinos desta era, que eram os seguintes: Han Zhao, Zhao posterior, Cheng Han, Liang anterior, Liang posterior, Liang setentrional, Liang ocidental, Liang meridional, Yan anterior, Yan posterior, Yan setentrional, Yan meridional, Qin anterior, Qin posterior, Qin ocidental e Xia. O termo foi ampliado para incluir a todos os estados soberanos desde o ano 304 até 439.
Praticamente todos os governantes destes reinos faziam parte de alguma das etnias nômadas ou semi-nômadas do norte, denominadas hú (胡) pelos chineses, que costumavam distinguir cinco etnias principais, os "cinco hú" (五胡 wǔ hú).
Estes governantes de origem estrangeira assumiram, no entanto, os modelos chineses de governação e administração, e todos eles reivindicavam a sua condição de imperadores (皇帝 huángdì) ou reis (王 wáng) ao estilo chinês. Por sua vez, os chineses Han fundaram os quatro estados de Yan setentrional, Liang ocidental, Liang anterior e o Estado de Wei. Seis governantes chineses do Liang anterior permaneceram de forma titular com a governação da dinastia Jin. A dinastia Wei setentrional não se considera um dos Dezesseis Reinos pese a que foi fundada durante o período.